# Liste der Biografien/Aup
Liste der Biografien |
Portal Biografien |
Personensuche
# |
A |
B |
C |
D |
E |
F |
G |
H |
I |
J |
K |
L |
M |
N |
O |
P |
Q |
R |
S |
T |
U |
V |
W |
X |
Y |
Z |
?
 
Aa |
Ab |
Ac |
Ad |
Ae |
Af |
Ag |
Ah |
Ai |
Aj |
Ak |
Al |
Am |
An |
Ao |
Ap |
Aq |
Ar |
As |
At |
Au |
Av |
Aw |
Ax |
Ay |
Az
 
Aua |
Aub |
Auc |
Aud |
Aue |
Auf |
Aug |
Auh |
Aui |
Auj |
Auk |
Aul |
Aum |
Aun |
Aup |
Aur |
Aus |
Aut |
Auv |
Auw |
Aux |
Auz
Die Liste der Biografien führt alle Personen auf, die in der deutschsprachigen Wikipedia einen Artikel haben. Dieses ist eine Teilliste mit 5 Einträgen von Personen, deren Namen mit den Buchstaben „Aup“ beginnt.

## Aup

### Aupe
- Aupetit, François (1913–1945), französischer Boxer
- Aupetit, Michel (* 1951), französischer Arzt, Bioethiker und Geistlicher sowie emeritierter römisch-katholischer Erzbischof von ParisMichel Aupetit (* 1951)

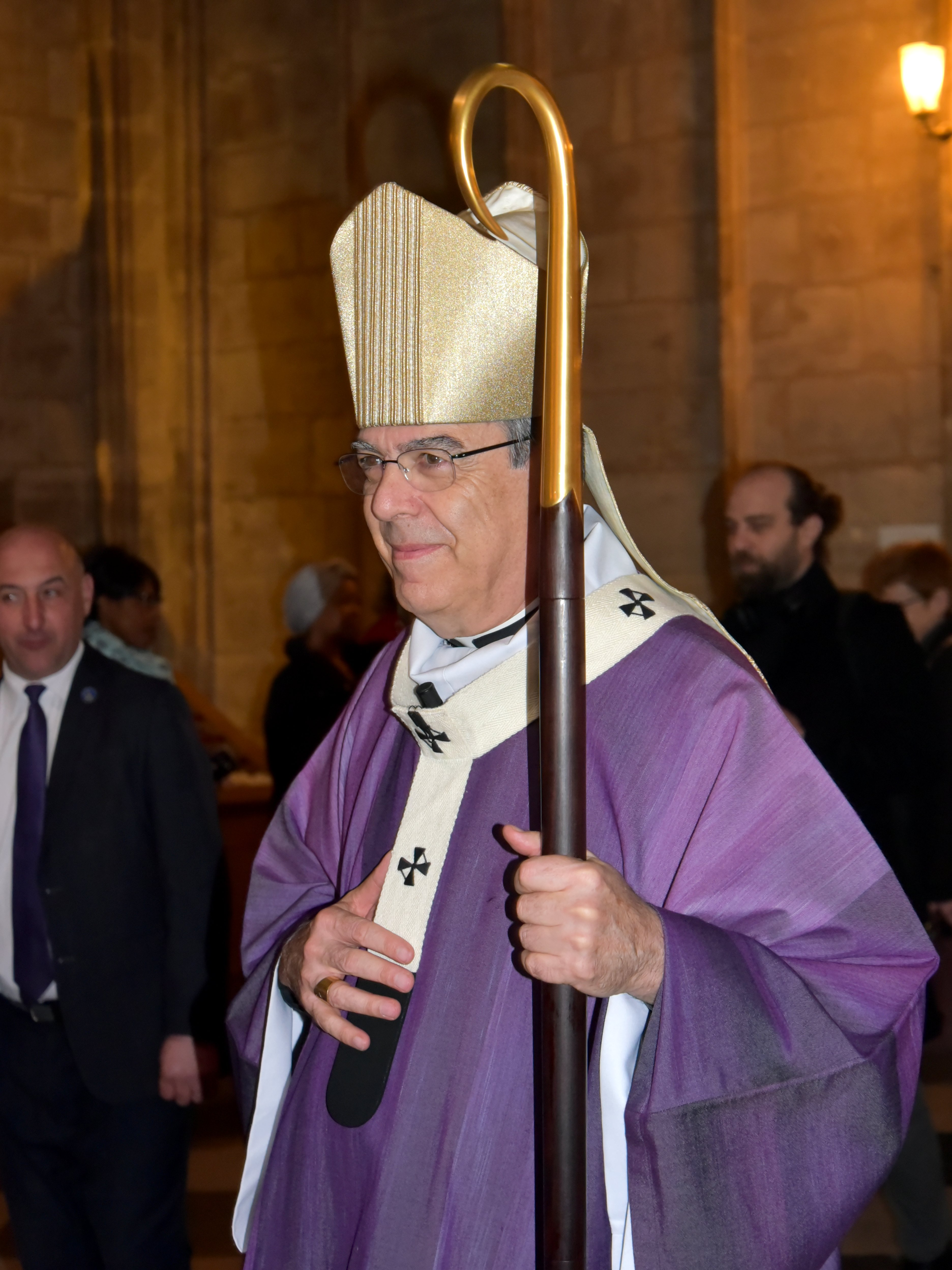
Michel Aupetit (* 1951)

### Aupp
- Aupperle, Fabian (* 1986), deutscher Fußballspieler

### Aupu
- Auput I., Kleinkönig in Theben
- Auput II., König des Reiches von Leontopolis